# 슬롯 머신

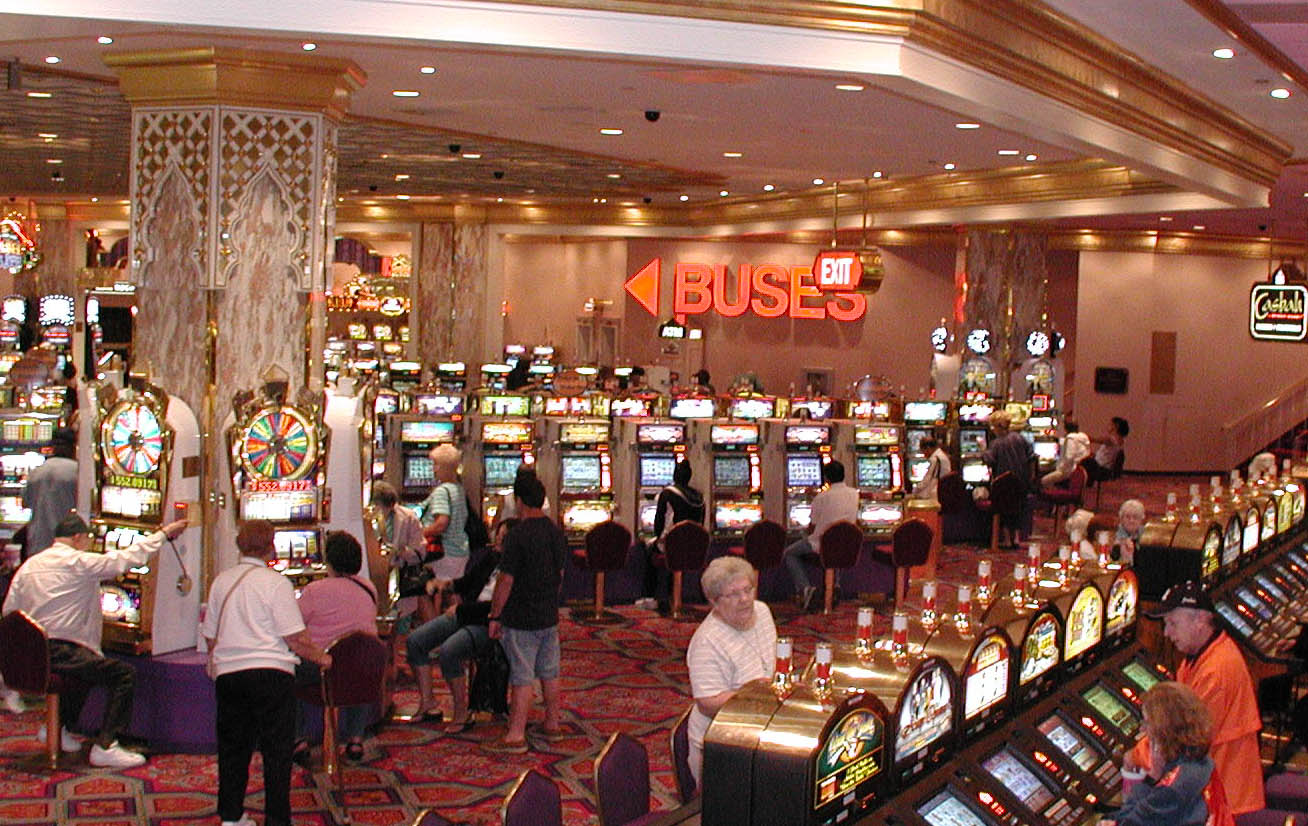
트럼프 타지마할에 있는 슬롯 머신

슬롯 머신(slot machine)은 자동으로 도박을 할 수 있는 기계이다. 같은 숫자나 그림을 맞추면 된다.

## 개요
기계를 상대로 하는 슬롯 머신은 구미에서 생겨난 새로운 노름의 형태이다. 슬롯 머신은 1895년에 샌프란시스코의 찰스 훼이라는 사람이 발명했고 그 뒤에 여러 가지로 개량되어, 현재의 것은 1906년경 완성되었다. 2차대전 후 미군의 진주로 일본에도 슬롯 머신이 들어오기는 했으나 이미 일본에는 파친코가 유행하고 있어서 널리 보급되지는 못했다.
대한민국에서는 외인 관광업소는 물론 일반 업소에서도 슬롯 머신이 설비되어 사행심리를 조장하고 있다. 어쨌든 슬롯 머신이나 파친코는 기계를 상대로 혼자서 노는 것으로서 손쉽고, 그리 많지 않은 돈으로 놀 수 있는 서민적인 것이 그 특색이라고 할 수 있다.

## 같이 보기
- 파친코

## 참고 문헌
- 이 문서에는 다음커뮤니케이션(현 카카오)에서 GFDL 또는 CC-SA 라이선스로 배포한 글로벌 세계대백과사전의 "슬롯 머신·파친코" 항목을 기초로 작성된 글이 포함되어 있습니다.